# Catedral de San Juan Bautista (Saint-Jean-de-Maurienne)
La catedral de San Juan Bautista o simplemente catedral de Saint-Jean-de-Maurienne (en francés: Cathédrale Saint-Jean-Baptiste de Saint-Jean-de-Maurienne) es una iglesia de la pequeña ciudad de Saint-Jean-de-Maurienne, en el departamento de Saboya, en el este del país europeo de Francia, que es una de las dos catedrales activas de la arquidiócesis católica de Chambéry-Saint-Jean-de-Maurienne-Tarentaise. Hasta 1966, fue la única catedral de la diócesis de Saint-Jean-de-Maurienne. Está dedicada como su nombre lo indica a Juan el Bautista.
Fue construida en el siglo VI y reconstruida en el siglo XI. En 1771, se agregó un pórtico neoclásico. En ella se encuentran los restos de los tres primeros condes de la Casa de Saboya: Humberto I, Amadeo I y Bonifacio.
Esta catedral entró en una clasificación que la declaró monumento histórico desde el 30 de octubre de 1906. Se añadieron tres capillas a un lado  de la nave sur de la catedral en el siglo XVII:
- la capilla de la Fuentes o chapelle des Fonts, la primera;
- la capilla de Saint Honoré, fundada por el Obispo Paul Milliet Challes (1640-1656);
- la capilla de la Virgen o Notre-Dame-des-Carmes que data de 1670.

## Véase también

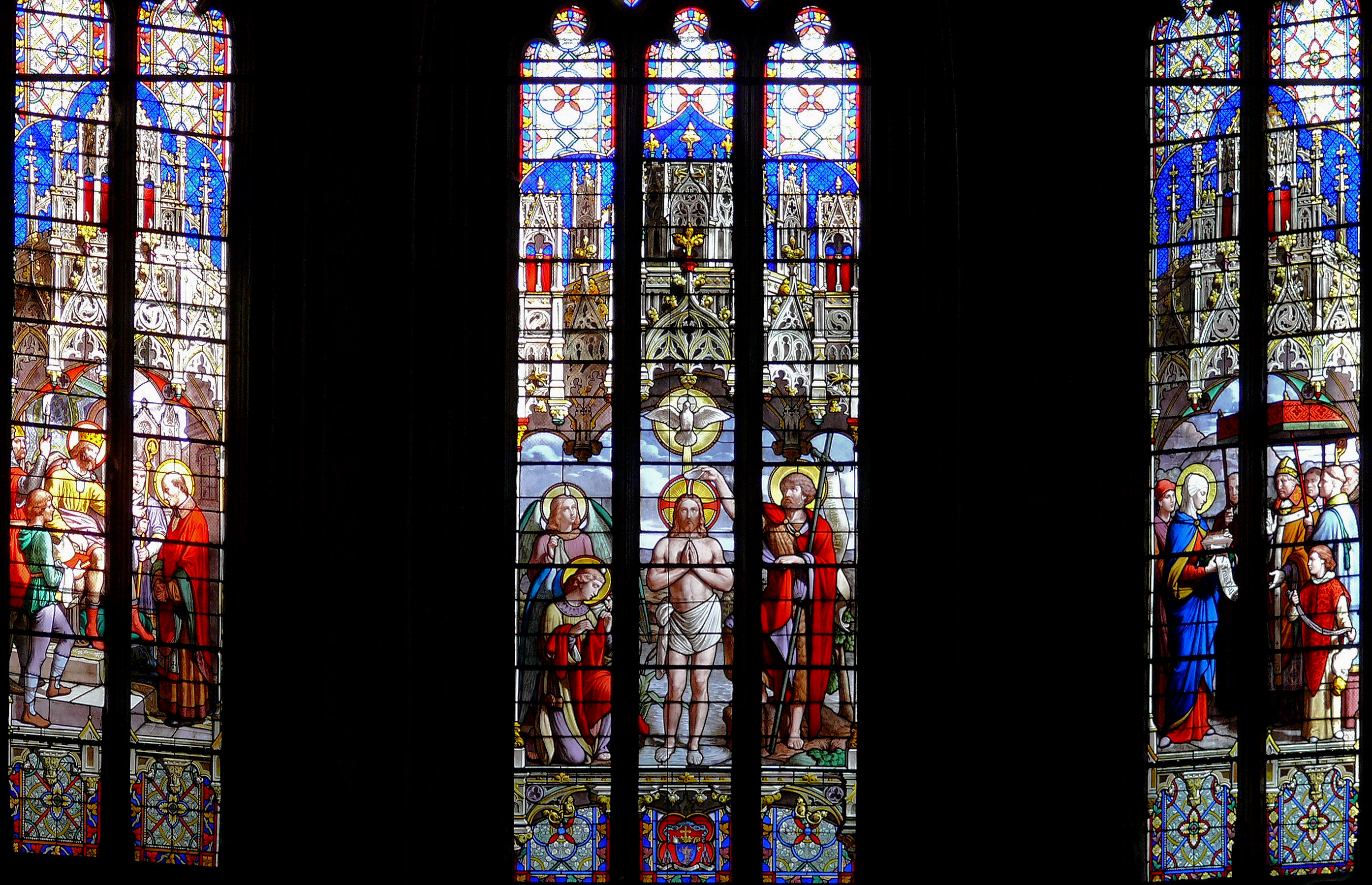
Vista de los vitrales